# Bob perd la boule
« Bob perd la boule » est le deuxième épisode de la première saison de la série d'animation comique Bob's Burgers . L'épisode a été initialement diffusé sur la chaîne Fox aux États-Unis le 16 janvier 2011.
L'épisode a été écrit par Loren Bouchard et Jim Dauterive, et réalisé par Kyoung Hee Lim. Selon l'indice d'écoute Nielsen, la série a été vue dans 5,066 millions de foyers lors de sa première diffusion. L'épisode comprend la participation de David Herman, Larry Murphy et Renée Taylor.
La diffusion originale de cet épisode a été dédiée à la mémoire du producteur de télévision Aron Abrams, retrouvé mort d'une crise cardiaque le jour de Noël 2010.

## Résumé
Linda embête la famille en faisant le ménage partout pour que la maison soit impeccable car ses parents viennent leur rendre visite. Elle veut que tout le monde s'active et se répartisse les chambres. Bob décide de faire dormir ses beaux-parents dans la chambre de Gene qui ne sent pas la rose. Linda découvre une fuite au plafond mais Bob l'assure que cela ne se voit pas, alors que Linda sait que sa mère le remarquera tout de suite et fera des réflexions. Elle oblige Bob à réparer le toit et alors qu'il colmate la fuite dans le grenier, il trouve un vide sanitaire et décide d'y rester jusqu'au départ de ses beaux-parents, faisant croire qu'il est coincé.
Linda envoie Teddy, un de leurs rares clients réguliers et ami, qui est aussi bricoleur, pour aider Bob à sortir du mur. Cependant, ce dernier lui avoue qu'il fait exprès d'y rester pour éviter les parents de Linda, Gloria et Al. Pendant la nuit, les enfants entendent leurs grands-parents faire l'amour dans le lit de Gene ; Tina, la fille aînée, incorpore ces sons dans un rêve de zombies sexuels, tandis que Gene les échantillonne sur son clavier. Le lendemain, lorsque Gloria annonce qu'elle et Al prolongeront leur séjour pour aider au restaurant, Bob essaie de sortir du mur mais découvre qu'il est vraiment coincé. Après avoir avoué à sa femme qu'il mentait, elle le laisse planté là en guise de punition et annule la venue de Teddy. Après plusieurs jours à errer dans les interstices, il commence à perdre la tête, il s'enregistre avec une caméra vidéo et se met à avoir des hallucinations. Il voit une version grandeur nature de Kuchi Kopi, la veilleuse verte de Louise, avec laquelle il se lie d'amitié et qui le rend paranoïaque.
Pendant ce temps, Gloria prend les choses en main au restaurant ; elle prépare une recette de burger au thon qu'elle appelle Tunami et Linda en fait le burger du jour. Bob rêve qu'il entre dans un bar et rencontre la veilleuse de Louise, qui l'avertit des actions subversives de Gloria.
Pendant qu'il est pris au piège, à l'école les enfants sont mis en retenue : Louise pour avoir dit que son père est mort et réapparu sous la forme d'un fantôme, Gene pour avoir présenté des sons sexuels échantillonnés comme un devoir d'histoire, et Tina pour avoir épié les garçons dans leur vestiaire. Le conseiller d'éducation, M. Frond, pense que ces enfants sont « en crise » et effectue une visite à domicile.
Entre temps, Gloria décide d'appeler les pompiers pour faire sortir Bob, même de force. Ils percent un trou dans le mur et expliquent que ce n'est pas la première fois qu'ils voient cela. Lorsque M. Frond arrive au restaurant, il est choqué de constater que Bob est toujours en vie et menace d'appeler immédiatement les services sociaux. Alors qu'il passe son appel, Gloria pénètre dans le trou du mur fait par les pompiers et trouve Bob inconscient. Elle le fait sortir et ordonne à M. Frond de raccrocher et de ne plus jamais s'immiscer dans la vie de la famille. Louise et Gene n'ont pas peur de mentir et racontent qu'il les a détournés des études et qu'il les a fait monter dans sa voiture sans mettre leur ceinture de sécurité. Gloria enguirlande M. Frond, lui expliquant que Linda est une mère formidable, qu'elle fait ce qu'elle peut et qu'il ne peut pas comprendre car il n'a pas d'enfants. Alors qu'elle et Al s'en vont, Louise bataille avec Bob pour récupérer sa veilleuse.

## Erreurs
Après une longue analyse, il est tout simplement impossible que le vide sanitaire existe dans l'espace montré dans cet épisode. L'endroit où se glisse Bob se trouve à l'origine entre la chambre de Tina et la cuisine de l'appartement. Une fois que Bob s'est déplacé dans cet espace, il est tout simplement impossible qu'il est pu tourner plusieurs fois dans l'emplacement montré tel quel. Après que Bob a rampé dans le restaurant, il semble qu'il se trouve dans la zone approximative où il se trouverait s'il s'agissait d'un vrai bâtiment. Cependant, il semble y avoir trop d'espace entre le trou par lequel Bob passe sa main et le mur de la salle de bain depuis l'intérieur du vide sanitaire. De l'extérieur, le trou et la porte de la salle de bain semblent très proches, mais de l'intérieur, il y a trop d'espace. Après que Gloria a poursuivi Bob dans le vide sanitaire, il est évident qu'il y a tout simplement trop de virages et de surface pour exister dans l'espace fourni. Il semble qu'après cet épisode, les Belcher aient installé un petit placard dans la chambre de Tina, là où se trouvait le vide sanitaire, qui n'était pas présent dans cet épisode. On peut voir ce placard dans l'épisode Very Bad Tina (saison 2, épisode 8) où Gene et Louise se cachent de Tina pour l'espionner. Il semble également que les animateurs n'aient pas pris soin de placer les tuyaux et les fils électriques à l'endroit où ils apparaîtraient dans le vide sanitaire s'il s'agissait d'un vrai bâtiment.
Lorsque la famille commence à entendre Gloria et Al avoir des relations sexuelles, il semble qu'il y ait également des erreurs de cohérence. Ils logent dans la chambre de Gene, qui se trouve à l'avant de l'immeuble, alors que les enfants sont de l'autre côté de l'appartement. Gene fait référence au sample qu'il a fait à partir des vocalises de ses grands-parents en train de faire l'amour dans la chambre voisine de la sienne, mais en réalité, ils ne sont pas dans la chambre voisine de celle de Louise, où Gene a dormi cette nuit-là. De même, Gene et Louise regardent dans la mauvaise direction lorsqu'ils entendent leurs grands-parents. Il semble que Bob les entende à travers le mur juste à côté de lui, mais ils sont de l'autre côté de l'appartement. La seule explication est que ses beaux-parents étaient si bruyants qu'ils pouvaient être entendus dans toutes les pièces de la maison.